# EHF Liga Mistrzów 2014/2015 (grupa C)
EHF Liga Mistrzów 2014/2015 - rozgrywki i tabela grupy C
| Lp. | Drużyna                | M  | Mecze | Mecze | Mecze | Bramki | Bramki | Bramki | Pkt |
| Lp. | Drużyna                | M  | W     | R     | P     | +      | −      | +/−    | Pkt |
| --- | ---------------------- | -- | ----- | ----- | ----- | ------ | ------ | ------ | --- |
| 1.  | MKB Veszprém KC        | 10 | 9     | 0     | 1     | 300    | 262    | +38    | 18  |
| 2.  | RK Wardar Skopje       | 10 | 7     | 1     | 2     | 313    | 289    | +24    | 15  |
| 3.  | Rhein-Neckar Löwen     | 10 | 6     | 0     | 4     | 302    | 282    | +20    | 12  |
| 4.  | Montpellier Handball   | 10 | 3     | 2     | 5     | 293    | 317    | −24    | 8   |
| 5.  | Celje Pivovarna Laško  | 10 | 3     | 0     | 7     | 284    | 293    | −9     | 6   |
| 6.  | Czechowskije Miedwiedi | 10 | 0     | 1     | 9     | 300    | 349    | −49    | 1   |

| Gospodarz \ Gość       | CEL   | CHE   | MON   | RNL   | VAR   | VES   |
| Celje Pivovarna Laško  |       | 29:25 | 27:30 | 32:28 | 26:27 | 21:24 |
| Czechowskije Miedwiedi | 30:35 |       | 33:34 | 26:32 | 34:39 | 32:37 |
| Montpellier Handball   | 35:29 | 32:32 |       | 29:33 | 34:34 | 20:34 |
| Rhein-Neckar Löwen     | 31:27 | 34:29 | 35:24 |       | 28:35 | 32:25 |
| RK Wardar Skopje       | 34:32 | 39:28 | 30:26 | 28:25 |       | 23:24 |
| MKB Veszprém KC        | 29:26 | 38:31 | 30:29 | 27:24 | 32:24 |       |

| 27 września 2014 | Czechowskije Miedwiedi | 32:37   | MKB Veszprém KC |                                                                                           |
| 18:00            | Alexander Derewen 9    | (17:19) | 11 Momir Ilić   | Sport Hall "Olimpiyskiy", Czechow Widzów: 2500 Sędzia: Aleksandar Pandžić Ivan Mošorinski |
| 18:00            | 5× · 3×                | (17:19) | 4× · 3× · 1×    | Sport Hall "Olimpiyskiy", Czechow Widzów: 2500 Sędzia: Aleksandar Pandžić Ivan Mošorinski |

| 27 września 2014 | Celje Pivovarna Laško | 26:27   | RK Wardar Skopje |                                                                             |
| 20:30            | Miha Zarbec 10        | (12:12) | 11 Timur Dibirow | Dvorana Zlatorog, Celje Widzów: 3900 Sędzia: Michael Johansson Jasmin Kliko |
| 20:30            | 5× · 3×               | (12:12) | 6× · 2× · 1×     | Dvorana Zlatorog, Celje Widzów: 3900 Sędzia: Michael Johansson Jasmin Kliko |

| 27 września 2014 | Rhein-Neckar Löwen | 35:24   | Montpellier Handball                               |                                                                       |
| 21:00            | Bjarte Myrhol 6    | (18:11) | 4 Jure Dolenec · 4 Vid Kavtičnik · 4 Diego Simonet | SAP Arena, Mannheim Widzów: 3119 Sędzia: Andrei Gousko Siarhei Repkin |
| 21:00            | 4× · 3×            | (18:11) | 5× · 3× · 1×                                       | SAP Arena, Mannheim Widzów: 3119 Sędzia: Andrei Gousko Siarhei Repkin |

| 4 października 2014 | RK Wardar Skopje | 39:28   | Czechowskije Miedwiedi |                                                                                              |
| 19:00               | Timur Dibirow 8  | (24:12) | 7 Alexander Dereven    | Centrum sportowe „Jane Sandanski”, Skopje Widzów: 5800 Sędzia: Leif Poulsen Henrik Mortensen |
| 19:00               | 3× · 3×          | (24:12) | 1× · 2×                | Centrum sportowe „Jane Sandanski”, Skopje Widzów: 5800 Sędzia: Leif Poulsen Henrik Mortensen |

| 4 października 2014 | MKB Veszprém KC | 27:24   | Rhein-Neckar Löwen |                                                                              |
| 21:00               | Momir Ilić 9    | (10:11) | 9 Uwe Gensheimer   | Veszprém Aréna, Veszprém Widzów: 5019 Sędzia: Dalibor Jurinovic Marko Mrvica |
| 21:00               | 3× · 2×         | (10:11) | 4× · 3×            | Veszprém Aréna, Veszprém Widzów: 5019 Sędzia: Dalibor Jurinovic Marko Mrvica |

| 5 października 2014 | Montpellier Handball | 35:29   | Celje Pivovarna Laško | |
| 17:00               | Dragan Gajić 10      | (14:17) | 8 Blaž Janc           | Park&Suites Arena, Montpellier Widzów: 5500 Sędzia: Andreu Marín Lorente Ignacio García Serradilla |
| 17:00               | 3× · 3×              | (14:17) | 3× · 3× · 1×          | Park&Suites Arena, Montpellier Widzów: 5500 Sędzia: Andreu Marín Lorente Ignacio García Serradilla |

| 9 października 2014 | Czechowskije Miedwiedi                 | 30:35   | Celje Pivovarna Laško |                                                                                      |
| 19:30               | Dmitryj Kowalew 8 · Dmitryj Żytnikow 8 | (15:17) | 9 Ivan Slišković      | Olimpijski Czechow, Czechow Widzów: 2000 Sędzia: Sorin-Laurenţiu Dinu Constantin Din |
| 19:30               | 5× · 3×                                | (15:17) | 4× · 3×               | Olimpijski Czechow, Czechow Widzów: 2000 Sędzia: Sorin-Laurenţiu Dinu Constantin Din |

| 12 października 2014 | MKB Veszprém KC | 30:29   | Montpellier Handball                 |                                                                         |
| 19:00                | Momir Ilić 6    | (14:11) | 9 Mathieu Grébille · 9 Vid Kavtičnik | Veszprém Aréna, Veszprém Widzów: 5100 Sędzia: Shlomo Cohen Yoram Peretz |
| 19:00                | 2× · 3×         | (14:11) | 4× · 3×                              | Veszprém Aréna, Veszprém Widzów: 5100 Sędzia: Shlomo Cohen Yoram Peretz |

| 12 października 2014 | RK Wardar Skopje | 28:25   | Rhein-Neckar Löwen    |                                                                                              |
| 19:30                | Matjaž Brumen 6  | (13:13) | 7 Alexander Petersson | Centrum sportowe „Boris Trajkowski”, Skopje Widzów: 5500 Sędzia: Václav Horáček Jiří Novotný |
| 19:30                | 5× · 3×          | (13:13) | 4× · 2×               | Centrum sportowe „Boris Trajkowski”, Skopje Widzów: 5500 Sędzia: Václav Horáček Jiří Novotný |

| 18 października 2014 | Celje Pivovarna Laško | 21:24  | MKB Veszprém KC |                                                                          |
| 20:30                | Miha Zarabec 5        | (9:14) | 7 Momir Ilić    | Dvorana Zlatorog, Celje Widzów: 5051 Sędzia: Andrej Gusko Siarhej Repkin |
| 20:30                | 5× · 3×               | (9:14) | 5× · 3×         | Dvorana Zlatorog, Celje Widzów: 5051 Sędzia: Andrej Gusko Siarhej Repkin |

| 19 października 2014 | Montpellier Handball | 34:34   | RK Wardar Skopje |                                                                                |
| 17:00                | Mathieu Grébille 11  | (19:17) | 9 Timur Dibirow  | Park&Suites Arena, Montpellier Widzów: 3000 Sędzia: Martin Gjeding Mads Hansen |
| 17:00                | 3× · 3×              | (19:17) | 1× · 2× · 2×     | Park&Suites Arena, Montpellier Widzów: 3000 Sędzia: Martin Gjeding Mads Hansen |

| 19 października 2014 | Rhein-Neckar Löwen | 34:29   | Czechowskije Miedwiedi |                                                                        |
| 19:30                | trzech graczy 6    | (16:16) | 7 Aleksander Derewen   | SAP Arena, Mannheim Widzów: 3714 Sędzia: Per Olesen Lars Elby Pedersen |
| 19:30                | 2× · 3×            | (16:16) | 1× · 3×                | SAP Arena, Mannheim Widzów: 3714 Sędzia: Per Olesen Lars Elby Pedersen |

| 13 listopada 2014 | Rhein-Neckar Löwen    | 31:27   | Celje Pivovarna Laško |                                                                                             |
| 19:30             | Alexander Petersson 7 | (13:15) | 5 [[Miha Zarabec]]    | Sportzentrum Harres, St. Leon-Rot Widzów: 1686 Sędzia: Óscar Raluy López Ángel Luis Sabroso |
| 19:30             | 3× · 3×               | (13:15) | 5× · 3×               | Sportzentrum Harres, St. Leon-Rot Widzów: 1686 Sędzia: Óscar Raluy López Ángel Luis Sabroso |

| 15 listopada 2014 | RK Wardar Skopje | 23:24   | MKB Veszprém KC |                                                                                             |
| 19:00             | Igor Karačić 8   | (11:13) | 6 Momir Ilić    | Centrum sportowe „Jane Sandanski”, Skopje Widzów: 5500 Sędzia: Jonas Elíasson Anton Pálsson |
| 19:00             | 5× · 3× · 1×     | (11:13) | 6× · 3×         | Centrum sportowe „Jane Sandanski”, Skopje Widzów: 5500 Sędzia: Jonas Elíasson Anton Pálsson |

| 16 listopada 2014 | Montpellier Handball | 32:32   | Czechowskije Miedwiedi |                                                                                     |
| 19:45             | Vid Kavtičnik 6      | (15:14) | 7 Dmitrij Kowaliew     | Park&Suites Arena, Montpellier Widzów: 5500 Sędzia: Amar Konjičanin Dino Konjičanin |
| 19:45             | 2× · 2×              | (15:14) | 4× · 2×                | Park&Suites Arena, Montpellier Widzów: 5500 Sędzia: Amar Konjičanin Dino Konjičanin |

| 22 listopada 2014 | MKB Veszprém KC | 32:24   | RK Wardar Skopje |                                                                                  |
| 16:30             | Momir Ilić 8    | (16:10) | 7 trzech graczy  | Veszprém Aréna, Veszprém Widzów: 5019 Sędzia: Michal Baďura Jaroslav Ondogrecula |
| 16:30             | 5× · 3×         | (16:10) | 2× · 3×          | Veszprém Aréna, Veszprém Widzów: 5019 Sędzia: Michal Baďura Jaroslav Ondogrecula |

| 22 listopada 2014 | Czechowskije Miedwiedi                   | 33:34   | Montpellier Handball |                                                                                       |
| 18:30             | Dmitryj Żytnikow 9 · Alexander Derewen 9 | (17:16) | 11 Dragan Gajić      | Sport Hall "Olimpiyskiy", Czechow Widzów: 2400 Sędzia: Andre Hansen Oistein Pettersen |
| 18:30             | 2× · 3×                                  | (17:16) | 4× · 3×              | Sport Hall "Olimpiyskiy", Czechow Widzów: 2400 Sędzia: Andre Hansen Oistein Pettersen |

| 23 listopada 2014 | Celje Pivovarna Laško | 32:28   | Rhein-Neckar Löwen |                                                                            |
| 17:00             | David Miklavčič 7     | (16:11) | 7 Uwe Gensheimer   | Dvorana Zlatorog, Celje Widzów: 4000 Sędzia: Leif Poulsen Henrik Mortensen |
| 17:00             | 5× · 3×               | (16:11) | 2× · 3×            | Dvorana Zlatorog, Celje Widzów: 4000 Sędzia: Leif Poulsen Henrik Mortensen |

| 29 listopada 2014 | MKB Veszprém KC | 38:31   | Czechowskije Miedwiedi |                                                                                  |
| 18:15             | Gašper Marguč 9 | (17:16) | 11 Dmitryj Żytnikow    | Veszprém Aréna, Veszprém Widzów: 5000 Sędzia: Marek Baranowski Bogdan Lemanowicz |
| 18:15             | 3× · 3×         | (17:16) | 4× · 3×                | Veszprém Aréna, Veszprém Widzów: 5000 Sędzia: Marek Baranowski Bogdan Lemanowicz |

| 29 listopada 2014 | RK Wardar Skopje | 34:32   | Celje Pivovarna Laško |                                                                                        |
| 19:00             | Timur Dibirow 7  | (19:17) | 9 Ivan Slišković      | Centrum sportowe „Jane Sandanski”, Skopje Widzów: 500 Sędzia: Slomo Cohen Yoram Peretz |
| 19:00             | 6× · 3×          | (19:17) | 7× · 3×               | Centrum sportowe „Jane Sandanski”, Skopje Widzów: 500 Sędzia: Slomo Cohen Yoram Peretz |

| 29 listopada 2014 | Montpellier Handball | 29:33   | Rhein-Neckar Löwen |                                                                      |
| 21:00             | Dragan Gajić 8       | (14:18) | 7 Uwe Gensheimer   | Park&Suites Arena, Montpellier Sędzia: Nenad Nikolić Dušan Stojković |
| 21:00             | 5× · 2×              | (14:18) | 5× · 2×            | Park&Suites Arena, Montpellier Sędzia: Nenad Nikolić Dušan Stojković |

| 6 grudnia 2014 | Czechowskije Miedwiedi | 34:39   | RK Wardar Skopje |                                                                                            |
| 19:00          | Aleksander Derewen 13  | (13:19) | 8 Igor Karačić   | Sport Hall "Olimpiyskiy", Czechow Widzów: 2300 Sędzia: Bartosz Leszczynski Marcin Piechota |
| 19:00          | 5× · 3×                | (13:19) | 3× · 3×          | Sport Hall "Olimpiyskiy", Czechow Widzów: 2300 Sędzia: Bartosz Leszczynski Marcin Piechota |

| 6 grudnia 2014 | Celje Pivovarna Laško | 27:30   | Montpellier Handball |                                                                                   |
| 20:30          | Miha Zarabec 11       | (14:10) | 8 Vid Kavtičnik      | Dvorana Zlatorog, Celje Widzów: 5100 Sędzia: Jan Erik Leandersson Mikael Lindroos |
| 20:30          | 5× · 3×               | (14:10) | 5× · 3×              | Dvorana Zlatorog, Celje Widzów: 5100 Sędzia: Jan Erik Leandersson Mikael Lindroos |

| 6 grudnia 2014 | Rhein-Neckar Löwen | 32:25   | MKB Veszprém KC              |                                                                           |
| 21:00          | trzech graczy 7    | (18:10) | 5 Momir Ilić · 5 László Nagy | SAP Arena, Mannheim Widzów: 7270 Sędzia: Mirza Kurtagic Mattias Wetterwik |
| 21:00          | 3× · 2×            | (18:10) | 4× · 3×                      | SAP Arena, Mannheim Widzów: 7270 Sędzia: Mirza Kurtagic Mattias Wetterwik |

| 14 lutego 2015 | RK Wardar Skopje | 30:26   | Montpellier Handball |                                                                                              |
| 19:00          | Timur Dibirow 12 | (18:13) | 6 Dragan Gajić       | Centrum sportowe „Jane Sandanski”, Skopje Widzów: 5000 Sędzia: Duarte Santos Ricardo Fonseca |
| 19:00          | 3× · 1×          | (18:13) | 4× · 3×              | Centrum sportowe „Jane Sandanski”, Skopje Widzów: 5000 Sędzia: Duarte Santos Ricardo Fonseca |

| 15 lutego 2015 | Czechowskije Miedwiedi | 26:32   | Rhein-Neckar Löwen                     |                                                                                        |
| 19:00          | Dmitrij Kowaliew 8     | (14:18) | 6 Kim Ekdahl du Rietz · 6 Andre Schmid | Sport Hall "Olimpiyskiy", Czechow Widzów: 1200 Sędzia: Amar Konjičanin Dino Konjičanin |
| 19:00          | 1× · 2×                | (14:18) | 3× · 3×                                | Sport Hall "Olimpiyskiy", Czechow Widzów: 1200 Sędzia: Amar Konjičanin Dino Konjičanin |

| 15 lutego 2015 | MKB Veszprém KC               | 29:26   | Celje Pivovarna Laško |                                                                           |
| 19:00          | Momir Ilić 5 · Renato Sulić 5 | (15:10) | 4 David Razgor        | Veszprém Aréna, Veszprém Widzów: 5500 Sędzia: Ivan Caçador Eurico Nicolau |
| 19:00          | 2× · 3×                       | (15:10) | 4× · 3×               | Veszprém Aréna, Veszprém Widzów: 5500 Sędzia: Ivan Caçador Eurico Nicolau |

| 21 lutego 2015 | Celje Pivovarna Laško          | 29:25   | Czechowskije Miedwiedi                         |                                                                         |
| 17:00          | Blaž Janc 6 · Ivan Slišković 6 | (14:15) | 5 Aleksander Czernoiwanow · 5 Dmitrij Kowaliew | Dvorana Zlatorog, Celje Widzów: 2500 Sędzia: Philipp Buache Marco Meyer |
| 17:00          | 5× · 3×                        | (14:15) | 5× · 3× · 1×                                   | Dvorana Zlatorog, Celje Widzów: 2500 Sędzia: Philipp Buache Marco Meyer |

| 21 lutego 2015 | Rhein-Neckar Löwen | 28:35   | RK Wardar Skopje |                                                                          |
| 21:00          | Andre Schmid 6     | (13:20) | 8 Igor Karačić   | SAP Arena, Mannheim Widzów: 2000 Sędzia: Oyvind Togstad Rune Kristiansen |
| 21:00          | 1× · 3×            | (13:20) | 3× · 2×          | SAP Arena, Mannheim Widzów: 2000 Sędzia: Oyvind Togstad Rune Kristiansen |

| 22 lutego 2015 | Montpellier Handball                | 20:34  | MKB Veszprém KC |                                                                                             |
| 17:00          | Borut Mačkovšek 4 · Diego Simonet 4 | (9:14) | 8 Gašper Marguč | Park&Suites Arena, Montpellier Widzów: 7500 Sędzia: Oscar Raluy Lopez Angel Sabroso Ramirez |
| 17:00          | 3× · 3×                             | (9:14) | 7× · 3× · 1×    | Park&Suites Arena, Montpellier Widzów: 7500 Sędzia: Oscar Raluy Lopez Angel Sabroso Ramirez |